# Ventosa (La Rioja)
Ventosa és un municipi de la Rioja, a la regió de la Rioja Mitjana. Els esments documentals més antigues d'aquesta localitat daten del segle xi, quan el Rei de Nájera Sanç III el Major concedeix el senyoriu del lloc de Ventosa al Monestir de San Millán en l'any 1020. Així mateix, diferents donacions reals del segle xi al·ludeixen a Troseca, un desaparegut barri de Ventosa que estaria situat entre les viles de Santa Coloma, Ventosa i Manjarrés. Troseca va ser donado pel rei Garcia III el de Nájera en 1046 a la seva esposa Estefania de Foix, i el mateix any de la mort del monarca (1054), la reina vídua el va incorporar al monestir de Santa María la Real de Nájera.